# Villányi-Pogányi-vízfolyás
A Villányi-Pogányi-vízfolyás Vokánytól keletre jön létre, a Németi-patak és a Kisherendi-vízfolyás összefolyásából Baranya vármegyében. A patak forrásától kezdve délkeleti irányban halad, Villányig, ahol beletorkollik a Karasica-patakba.
A Villányi-Pogányi-vízfolyás vízgazdálkodási szempontból az Alsó-Duna jobb part Vízgyűjtő-tervezési alegység működési területéhez tartozik.
A vízfolyásba torkollik a Szemelyi-patak és az Újpetrei-árok.

## Part menti települések
- Vokány
- Palkonya
- Villánykövesd
- Villány